# Покровский (Добрушский район)
Покровский (бел. Пакроўскi) — упразднённый посёлок в составе Рассветовского сельсовета Добрушского района Гомельской области Белоруссии.

## География
В 10 км на юго-восток от районного центра Добруш и железнодорожной станции в этом городе на линии Гомель — Унеча, в 40 км от Гомеля.

### Водная система
На востоке и севере мелиоративные каналы связанные с рекой Хоропуть (приток реки Ипуть).

## Транспортная система
Транспортная связь по просёлочной, затем по автодороге Брянск — Гомель. 
В посёлке 2 жилых дома (2004 год). Планировка состоит из короткой улицы. Застройка деревянными домами усадебного типа.

## История
Основан в начале XX века переселенцами с соседних деревень. В 1926 году в Новопутьевском сельсовете Гомельского округа.
В 1930 году жители вступили в колхоз.
Во время Великой Отечественной войны оккупанты в сентябре 1943 года полностью сожгли посёлок. В бою за деревню погибло 6 советских солдат.
В 1959 году в составе колхоза «Новый путь» с центром в деревне Иговка.
21 октября 2022 года посёлок Покровский упразднён.

## Население

### Численность
- 2004 год — 2 двора, 3 жителя

### Динамика
- 1926 год — 13 дворов, 71 житель
- 1959 год — 85 жителей (согласно переписи)
- 2004 год — 2 двора, 3 жителя